# Cratere Chauvenet
Chauvenet è un cratere lunare di 77,67 km situato nella parte sud-occidentale della faccia nascosta della Luna. a nord-est del notevole cratere Tsiolkovskiy, ed a meno di un diametro di distanza, verso sud-ovest, dal cratere Ten Bruggencate.
Il bordo di questo cratere è rozzamente circolare, con il cratere satellite Chauvenet C, sovrapposto al bordo nordorientale, che si insinua fino al margine interno. Una rupe corre dall'estremità occidentale del cratere satellite fino al centro del cratere maggiore. Il resto del pianoro centrale è punteggiato di minuscoli crateri. Vi sono dei terrazzamenti a sud-est, lungo il margine interno, mentre il resto delle pendici interne sono irregolari.
Il cratere è dedicato all'astronomo statunitense William Chauvenet.

## Crateri correlati
Alcuni crateri minori situati in prossimità di Chauvenet sono convenzionalmente identificati, sulle mappe lunari, attraverso una lettera associata al nome.
| Chauvenet | Coordinate             | Diametro (in km) |
| --------- | ---------------------- | ---------------- |
| C         | 10°28′48″S 138°10′48″E | 45,87            |
| D         | 10°44′24″S 139°57′00″E | 12,04            |
| E         | 11°19′48″S 140°49′12″E | 26,54            |
| G         | 12°38′24″S 141°07′48″E | 24,51            |
| J         | 14°12′36″S 139°30′36″E | 75,7             |
| L         | 13°18′36″S 137°46′48″E | 9,59             |
| P         | 14°29′24″S 136°13′12″E | 11,55            |
| Q         | 13°22′48″S 135°55′12″E | 41,72            |
| S         | 12°17′24″S 134°24′36″E | 37,55            |
| U         | 11°06′36″S 135°28′12″E | 9,99             |